# Fischbandwurm

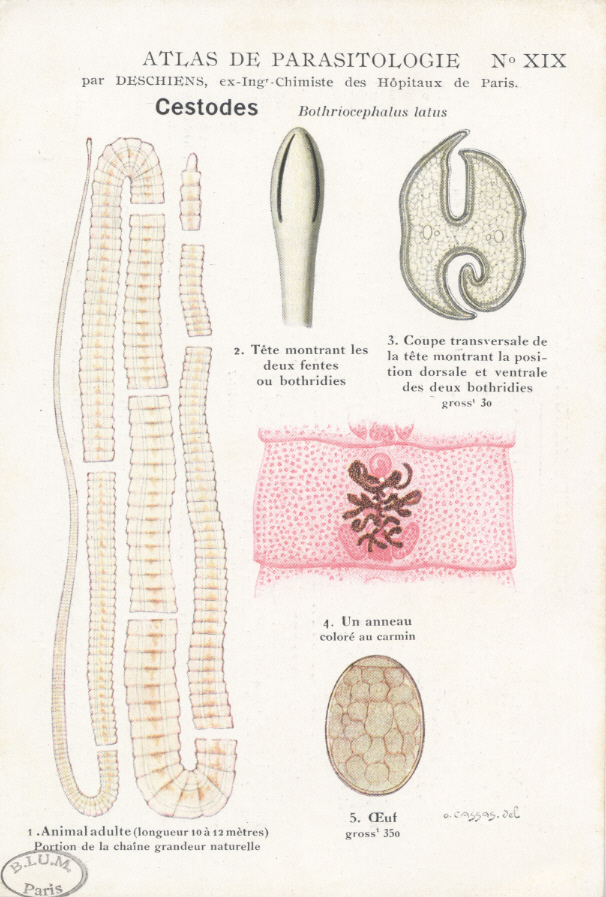
Fischbandwurm (Diphyllobothrium latum) in: V. Deschiens: Atlas de parasitologie. Paris, 1901

Der Fischbandwurm oder Grubenkopf (Diphyllobothrium latum) gehört zu den Bandwürmern. Er parasitiert vor allem im Haushund, sehr selten auch in der Hauskatze und im Menschen. Die Erkrankung wird als Diphyllobothriasis bezeichnet.
Als erster Zwischenwirt dienen Ruderfußkrebse, hauptsächlich der Gattungen Cyclops und Diaptomus. Den zweiten Zwischenwirt stellen vor allem Karpfenfische oder andere sich von Plankton ernährende Fische. Oft sind auch Hechte als paratenischer Wirt beteiligt.

## Verbreitung
Die Verbreitungsgebiete erstrecken sich hauptsächlich über Nord- und Südamerika, Europa und Teile Asiens. Er tritt jedoch auch vereinzelt weltweit in Binnengewässern auf. Besondere Befallsgebiete sind überall dort vorhanden, wo Fisch roh als Nahrung Verwendung findet. Das trifft besonders auf Skandinavien, insbesondere Finnland, das Baltikum und die Kurische Nehrung zu. Heute jedoch ist aufgrund der veränderten Ernährungsgewohnheiten beim Menschen ein Rückgang des Befalls zu beobachten.
Diphyllobothriasis kann in Europa und Nordamerika von einer der drei vorkommenden Arten ausgelöst werden, die meist undifferenziert überwiegend als Diphyllobothrium latum bezeichnet werden:
- Diphyllobothrium latum (Linnaeus, 1758) in Europa, besonders Portugal und Spanien[6][7]
- Diphyllobothrium dendriticum (Nitzsch, 1824)[6][8]
- Diphyllobothrium ditremum (Creplin, 1825)[6][9]

In Skandinavien sind es überwiegend die beiden letzteren, in Polen überwiegend Diphyllobothrium ditremum.
In anderen Gebieten können auch andere Arten fälschlich als Diphyllobothrium latum als solche bezeichnet werden, auch in wissenschaftlichen Veröffentlichungen.

## Merkmale
Der Fischbandwurm ist der größte Vertreter der Bandwürmer, der Kopf (Scolex) besitzt im Gegensatz zu anderen Cestoda keine Haken (Rostellum), sondern nur zwei Sauggruben, um sich an der Darmwand des Wirts festzusetzen. Sein Körper ist in bis zu 4000 Proglottiden (Segmente) unterteilt. Er wird bis zu 20 Meter lang und bis zu 20 Millimeter breit. Im letzten Segment werden die Eier produziert, dort sind männliche und weibliche Geschlechtsorgane vorhanden. Die Eier werden über eine Öffnung am letzten Segment, dem Tocotrem, ausgeschieden.

## Lebenszyklus

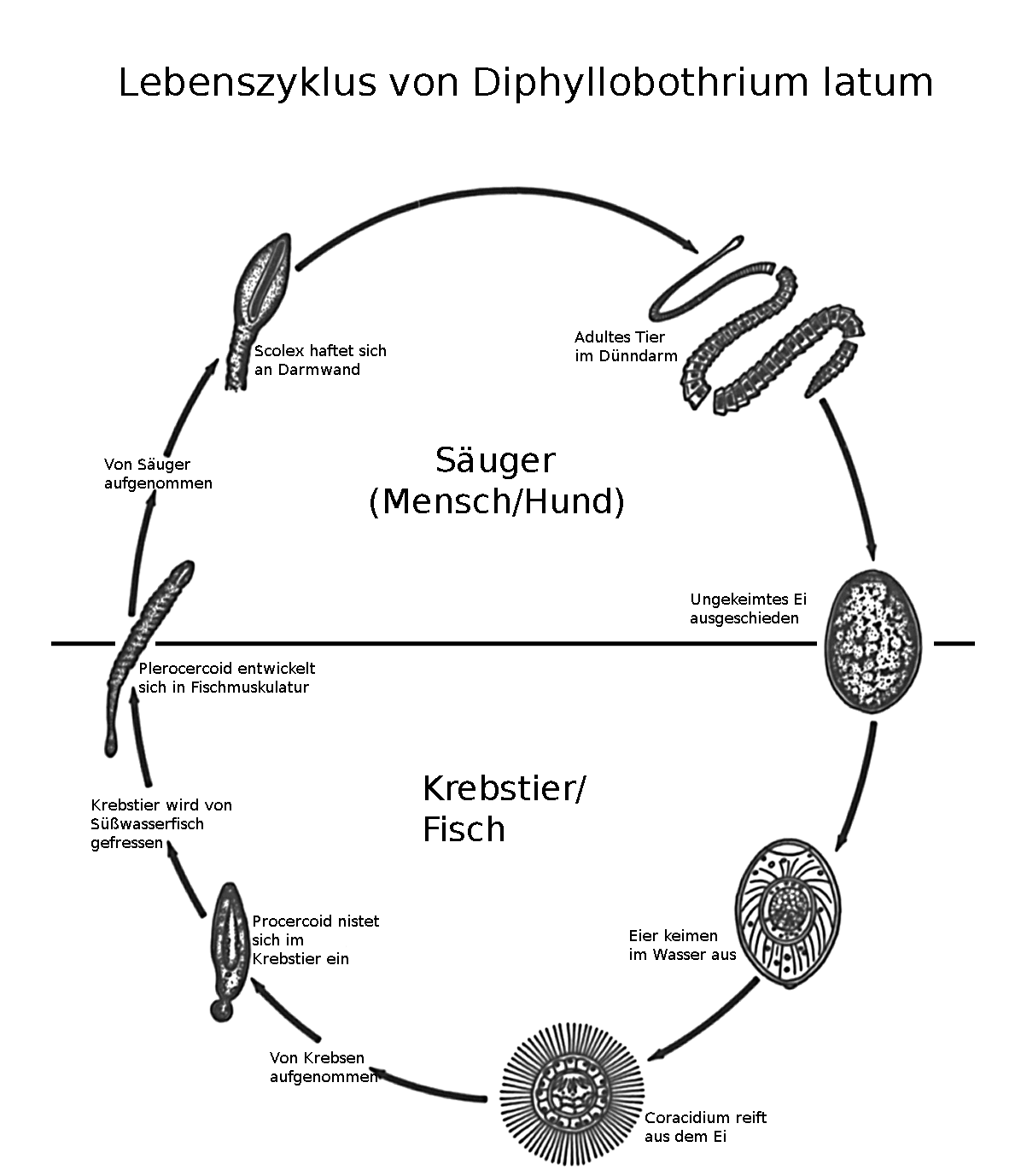
Lebenszyklus des Fischbandwurms (Diphyllobothrium latum)

Die Eier gelangen mit dem Kot des Endwirts (Mensch, Hund, Katze) in geeignete stehende Gewässer, wo sie sich zu einer Hexacanthenlarve, beim Fischbandwurm als Coracidium bezeichnet, entwickeln. Das Coracidium wird von Ruderfußkrebsen der Gattungen Diaptomus und Cyclops aufgenommen. In den Ruderfußkrebsen reift das Procercoid heran. Die Krebse werden von Karpfenfischen als Nahrung aufgenommen, die Parasiten durchdringen dann die Darmwand der Fische und entwickeln sich so weiter zum Plerocercoid. Dabei kann es vorkommen, dass der Fisch von einem anderen Raubfisch aufgenommen wird, wobei dieser dann als paratenischer Wirt dient. Als Beispiel sei hier der Hecht genannt. Der Endwirt (Mensch, Hund, Katze) infiziert sich dann durch die Aufnahme des Zwischenwirts (Karpfenfische) oder des paratenischen Wirts Hecht.

## Schadwirkung
Beim Verzehr von rohem Fischfleisch kommt es zur Aufnahme der Plerozerkoiden. Die Plerozerkoiden entwickeln sich im Darm beispielsweise der Katze oder des Menschen zum adulten Wurm. Das tägliche Wachstum des Wurmes im Darm beträgt 9 bis 15 cm. Nach 3 bis 5 Wochen werden die Würmer geschlechtsreif und beginnen mit der Eiproduktion. Der Parasit kann bis zu 25 Jahre im Darm persistieren. Da fast immer nur ein Wurm in einem Endwirt vorkommt, wird der Befall häufig nicht bemerkt. Die Diphyllobothriasis kann selten (bei etwa 2 % der Befallenen) eine makrozytäre Anämie durch Mangel an Vitamin B12, verursachen, der durch die Aufnahme in großen Mengen durch den Fischbandwurm im Darm hervorgerufen wird. Nur in Einzelfällen wurde von schweren Auswirkungen berichtet.

## Vorbeugung und Therapie
Die wirksamste Maßnahme ist die Vermeidung des Verzehrs von rohem Süßwasserfisch. Bei einer behandlungsbedürftigen Infektion durch den Fischbandwurm kommen als Antiparasitika Praziquantel oder Niclosamid zum Einsatz.